# Bengt Liljedahl
Bengt Liljedahl, född 9 juni 1932 i Norrtälje, är en svensk silversmed och formgivare.
Liljedahl utexaminerades från Högre konstindustriella skolan i Stockholm 1953 och studerade därefter vid Ecole des Arts Décoratifs i Paris 1958. Han etablerade en egen silverateljé 1954 där han arbetade med formgivning och framställning av silverkorpus. Liljedahl räknas till en av Sveriges främsta silversmeder och finns representerad på Nationalmuseum i Stockholm, Örebro läns museum, Röhsska museet, Malmö museum och Norrköpings konstmuseum. Han arbetar mycket med brukssilver som till exempel silverkannor, smycken och kyrksilver. Liljedahl har tillverkat kyrksilver till ett stort antal svenska kyrkor bland annat Gustaf Vasa och Hedvig Eleonora kyrkor i Stockholm. Han är även formgivare till Aftonbladets och Svenska Fotbollförbundets pris Guldbollen.
Liljedahl tilldelades 1994 Prins Eugen-medaljen för framstående konstnärlig verksamhet. Han är sedan 1963 gift med inredningsarkitekten Agneta Liljedahl. Priset i Damernas världs modetävling Guldknappen är en äkta guldknapp i vilken Liljedahl graverat in vinnarnas namn.